# Jérémy Chatelain
Pour les articles homonymes, voir Chatelain.
Jérémy Chatelain, né le 19 octobre 1984 à Créteil dans le Val-de-Marne, est un chanteur, producteur français, qui s'est fait connaître en participant à la seconde édition de Star Academy.

## Biographie

### Enfance
Jérémy Chatelain, né le 19 octobre 1984 à Créteil, passe son enfance à Étiolles, dans la banlieue parisienne.

### Début d'un artiste
Malgré des notes correctes, Jérémy quitte son lycée en 2002 pour participer à l'émission Star Academy. Il n'a alors pas encore les 18 ans réglementaires pour participer, mais n'hésite pas à mentir sur son âge pendant le casting. Quand la supercherie est découverte par la production, celle-ci choisit de modifier l'âge minimal des participants plutôt que d'éliminer sa candidature, comme Nikos Aliagas l'annonce lui-même lors de la première de Star Academy 2. Il échappe aux nominations pendant dix semaines, puis participe à la tournée de Star Academy au printemps suivant. 

### Carrière
Le single Laisse-moi atteint la dixième place du Top 50 en France, faisant de Jérémy l'un des plus gros vendeurs de sa promotion[réf. nécessaire]Le premier album, album éponyme, sort le 28 octobre 2003, en même temps que son troisième single, Vivre ça, dont le clip (le premier de sa carrière) bénéficie de nombreuses diffusions sur TF1, qui diffuse alors la 3e édition de Star Academy, à laquelle il est par ailleurs invité. Jérémy signe ou co-signe onze des douze titres de l'album. 
Entretemps, Bernard Tapie fait appel à lui durant l'été 2003 pour interpréter le rôle d'un jeune de la DDASS dans trois épisodes de la série Commissaire Valence, diffusé en janvier 2004, dont Jérémy co-signe la musique.
En 2004, il partage l'affiche d'une longue tournée en France avec les L5 et participe au grand concert des trois promotions de Star Academy enregistré au Parc des Princes le 3 juillet. Il lance aussi la première collection de sa marque de vêtements, Sir Sid, distribuée aux Galeries Lafayette. Un de ces fameux tee shirts roses fut porté par Inès de la Fressange au défilé Jean Paul Gaultier 2005.
Après un premier single Katmandou, l'album Variétés françaises, aux sonorités plus électroniques, sort le 13 mars 2006. Il participera à la tournée des plages RTL cette même année.
Début 2007, il travaille activement au retour d'Alizée, absente du devant de la scène depuis 2004. En tant que porteur du projet, il s'entoure essentiellement de Jean Fauque  mais aussi de Oxmo Puccino, Daniel Darc ou encore de Bertrand Burgalat. Ce troisième album, co-réalisé avec Sylvain Carpentier, sort le 3 décembre 2007 sous le nom de Psychédélices. Il produit également « Le Psychédélices Tour », la tournée des stades au Mexique qui accompagne cet album. 
En septembre 2007, il collabore avec Willy Denzey à l'adaptation française de la chanson Bet On It, pour la bande originale française de High School Musical 2. 
Au printemps 2008, il devient le directeur artistique de la tournée Star Academy 7.
En 2008, sous le pseudonyme « Ramon », il compose seul deux chansons, cinq autres en collaboration avec Emma Daumas, et co-réalise avec Sylvain Carpentier le troisième album d'Emma Daumas, Le Chemin de la maison, qui paraît le 3 novembre 2008. La même année il compose le générique du résultat des courses (PMU) pour TF1.
En 2009, il produit le titre L'un de nous deux pour Oxmo Puccino sur l'album Larme de paix, album auréolé d'une Victoire de la musique.
En 2009 toujours, il effectue les arrangements et la réalisation, sous le pseudonyme des Gaillards, d'une nouvelle version studio de la chanson Tout le monde chante pour le groupe Weepers Circus, en bonus inédit de leur album En concert.
En 2010, Jérémy Chatelain se lance dans la comédie musicale. Il est en effet le compositeur des douze chansons de la comédie musicale Pollux et son manège enchanté, produite par KMMS, M6 et RTL.
En 2013, il intègre l'équipe de Laurence Ferrari en tant que chroniqueur ponctuel pour l'émission Le Grand 8 sur la chaîne D8. La même année, il compose et produit avec Soufien 3000 le titre collab' entre Asap Nast et The Kooples, et produit une reprise de Jingle Bells pour la vidéo de vœux de Jean-Paul Gaultier.
En 2014, il accompagne Jamie Foxx au Rhodes sur le titre Georgia, en direct au Grand 8 sur D8, produit le titre Lady Boy de Maxim Maillet, avec Myd de Club Cheval et Guillaume de The Shoes.
En septembre 2015, Jérémy Chatelain est signé en édition chez Ed Banger et Because Music, et monte le Threesome Studio, studio de musique à l'image avec Boston Bun et Pedro Winter. Ensemble, ils ont signé la musique des films publicitaires pour Google Play, Kenzo, Sushi Shop, Jacques Dessange et d'autres.
La même année, il réalise le titre Paris du rappeur japonais KOHH et du producteur français Soufien 3000.
En 2016, il participe à la production du maxi Gypsie Life de Busy P, du titre Paris Groove de Boston Bun et du titre Au revoir de Point Point.
En 2017, il co-compose le titre Génie de Busy P et revient a la chanson française avec le titre Je me rappelle.
La carrière de l'artiste se veut donc hétéroclite. En effet, Jérémy Chatelain endosse les rôles d'auteur, compositeur, producteur et interprète.

### Vie privée
Lors de la tournée promotionnelle du titre Paris Latino avec la troupe de Star Academy 2, à l’Eurobest à Cannes, Jérémy Chatelain rencontre la chanteuse Alizée, le 25 mars 2003. Ils se marient à Las Vegas le 6 novembre 2003. Le 28 avril 2005, Alizée met au monde leur premier enfant, une fille prénommée Annily. Ils se séparent en 2011.
En couple avec Julie Favre, ils ont un fils ensemble, né le 27 mai 2018 et prénommé Forest.

## Discographie

### Albums
| Année | Album               | Classement des ventes | Classement des ventes | Classement des ventes | Classement des ventes |
| Année | Album               | France                | Belgique              | Suisse                |                       |
| ----- | ------------------- | --------------------- | --------------------- | --------------------- | --------------------- |
| 2003  | Jérémy Chatelain    | 19                    | 41                    | -                     |                       |
| 2006  | Variétés Françaises | 107                   | 93                    | -                     |                       |

### Singles
| Année | Single                                            | Classement des ventes | Classement des ventes | Classement des ventes | Album               |
| Année | Single                                            | France                | Belgique              | Suisse                | Album               |
| ----- | ------------------------------------------------- | --------------------- | --------------------- | --------------------- | ------------------- |
| 2003  | Laisse-moi                                        | 10                    | 8                     | 6                     | Jérémy Chatelain    |
| 2003  | Belle Histoire                                    | 45                    | 34                    | 49                    | Jérémy Chatelain    |
| 2003  | Vivre Ça                                          | 40                    | 29                    | 51                    | Jérémy Chatelain    |
| 2004  | J'aimerai                                         | 55                    | -                     | -                     | Jérémy Chatelain    |
| 2004  | Je M'en Fous - Single non commercialisé           | -                     | -                     | -                     | Jérémy Chatelain    |
| 2006  | Katmandou - Single non commercialisé              | -                     | -                     | -                     | Variétés Françaises |
| 2006  | Variété Française - Single non commercialisé      | -                     | -                     | -                     | Variétés Françaises |
| 2006  | J'veux Qu'on M'enterre - Single non commercialisé | -                     | -                     | -                     | Variétés Françaises |
| 2018  | C’est Comment Qu’on Freine                        | -                     | -                     | -                     | TBA                 |
| 2018  | Je Me Rappelle                                    | -                     | -                     | -                     | TBA                 |
| 2019  | Carton À Droite                                   | -                     | -                     | -                     | TBA                 |

### Collaborations
- Pour Jonatan Cerrada : auteur et compositeur d'Un dimanche d'automne et Ruban noir sur l'album La Preuve du contraire sorti le 13 juin 2005
- Pour Pierrick Lilliu : auteur et compositeur de Bretagne dédicace sur l'album Besoin d'espace sorti le 17 octobre 2005
- Pour Willy Denzey : Double Mise (Bet on It) pour la bande originale française de High School Musical 2
- Pour Alizée : auteur, compositeur et réalisateur pour l'album Psychédélices, sorti le 3 décembre 2007
- Pour Emma Daumas : compositeur et réalisateur pour l'album Le Chemin de la maison sorti le 3 novembre 2008
- Pour Weepers Circus : arrangeur et réalisateur (sous le pseudonyme des Gaillards) de Tout le monde chante sur l'album En concert sorti le 9 mars 2009
- Pour Oxmo Puccino : compositeur et réalisateur de L'un de nous deux sur l'album L'Arme de paix sorti le 23 mars 2009
- Pour Humphrey : cocompositeur de Je vibre sur l'album Mon 6TM sorti le 6 juillet 2009
- Pour Lucky Love : cocompositeur de Toutes mes vérités sur l'EP Tendresse sorti le 13 juin 20236 juillet 2009